# Olearia platyphylla
Olearia platyphylla là một loài thực vật có hoa trong họ Cúc. Loài này được Mattf. mô tả khoa học đầu tiên.